# Мацунага, Спарк
Спарк Масаюки Мацунага (англ. Spark Masayuki Matsunaga, яп. 松永正幸; 8 октября 1916, Кауаи, Территория Гавайи — 15 апреля 1990, Торонто, Канада) — американский юрист и политик японского происхождения, член Демократической партии, сенатор США от штата Гавайи (1977—1990).

## Биография
В 1941 году окончил Гавайский университет в Маноа и зачислен в резерв армии США, проходил службу на острове Молокаи. После нападения японцев на Перл-Харбор интернирован в лагере Маккой в Висконсине. После проверки Министерством обороны на лояльность был в 1943 году направлен в 100-й пехотный батальон (специально сформирован для прохождения службы японцами, родившимися в США — «нисэй»). В сентябре того же года был дважды ранен, подорвавшись на минном поле в Италии. 
К концу Второй мировой войны служил в одной из наиболее отличившихся военных частей США — в 442-м пехотном полку, полностью укомплектованном американцами японского происхождения. В 1945 году с почётом уволен из Вооружённых сил в звании капитана.
В 1951 году окончил Гарвардскую школу права. 1952—1954 годах являлся помощником прокурора Гонолулу, в 1954—1959 годах состоял в Палате представителей территории Гавайи (с 1957 года занимал должность лидера большинства в Палате). Предприняв неудачную попытку избрания вице-губернатором штата, в 1962 году прошёл в Палату представителей США и сохранял мандат в течение семи двухлетних сроков. 
В 1976 году отказался баллотироваться в нижнюю палату и был избран в Сенат на освободившееся после отставки Хирама Фонга кресло. 
В 1988 году добился проведения через Конгресс законодательства общей стоимостью 1,25 млрд долларов, предусматривающего выплату 25 тыс. долларов и официальные извинения всем интернированным в годы войны японцам.
В январе 1990 года публично объявил, что болен раком предстательной железы; умер 15 апреля того же года в Торонто.
В течение своей политической карьеры получил известность поддержкой политики мирного разрешения международных конфликтов (в частности, был инициатором создания Института мира США), выступал за расширение советско-американского сотрудничества в космосе. 